# Dicranota notmani
Dicranota (Dicranota) notmani là một loài ruồi trong họ Pediciidae. Chúng phân bố ở vùng sinh thái Nearctic.